# Shuttarna II
Shuttarna II, Šuttarna of Sjuttarna II was een koning van het Hurritische koninkrijk van Mitanni vroeg in de 14e eeuw v.Chr.
Shuttarna was een afstammeling en waarschijnlijk zoon van koning Artatama I. Hij was een bondgenoot van de Egyptische farao Amenhotep III, waarvan de diplomatieke betrekkingen beschreven zijn in de Amarna-brieven. Shuttarna's dochter Kilu-Hepa werd uitgehuwelijkt aan Amenhotep III om de alliantie tussen de twee vorstenhuizen te bezegelen.
Tijdens het bewind van Shuttarna bereikte het koninkrijk van Mitanni zijn hoogtepunt in macht en voorspoed. Vanaf Alalakh in het westen grensde Mitanni aan Egypte in noordelijk Syrië ongeveer langs de Orontes rivier. Het hart van het koninkrijk was in het bassin van de Khabur rivier, waar de eigenlijk hoofdstad Washshukanni lag. Zowel Assyrië als Arrapha in het oosten waren vazallen van Mitanni. De Hettieten probeerden de noordelijke grensgebieden met Mitanni te bezetten, maar zij werden verslagen door Shuttarna.